# Hans-Werner Woiczik
Hans-Werner Woiczik (* 21. März 1923 in Lobstädt) ist ein deutscher Lokführer und früherer Parlamentsabgeordneter, der der Fraktion der Freien Deutschen Jugend (FDJ) in der Volkskammer der DDR angehörte. Als Mitglied der SED war er auch Bürgermeister einer Gemeinde.

## Leben
Er war der Sohn eines Arbeiters. Nach dem Besuch der Volksschule nahm er eine Lehre zum Schmied auf und wurde 1952 E-Lokführer im Braunkohlenkombinat Espenhain.

## Politik
Woiczik wurde nach dem Zweiten Weltkrieg zunächst noch 1945 Mitglied der KPD  und trat 1946 in die SED ein. Zudem wurde er Mitglied der FDJ. Nachdem er einige Zeit Gemeindeangestellter war, erfolgte seine Wahl zum Bürgermeister der Gemeinde Beucha. Zeitweise war er auch Sekretär der VdgB. 1952 wechselte er zum Tagebau Espenhain, wo er nach der entsprechenden Umschulung als E-Lokfahrer tätig war.
Für die FDJ kandidierte er 1954 zu den zweiten Volkskammerwahlen und vertrat die FDJ bis 1958 als Abgeordneter in der Volkskammer.

## Auszeichnungen
- vierfacher Aktivist der sozialistischen Arbeit
- Medaille für hervorragende Leistungen
- Philipp-Müller-Medaille
- 1961 Verdienter Bergmann der Deutschen Demokratischen Republik[2]